# Filippo Galli (Fußballspieler)
Filippo Galli (* 19. Mai 1963 in Monza, Italien) ist ein ehemaliger italienischer Fußballspieler.
In seiner Karriere gewann er unter anderem dreimal die UEFA Champions League und wurde fünfmal italienischer Meister mit dem AC Mailand, wo er zwischen 1983 und 1996 13 Jahre lang spielte. Mit der U-21 Nationalmannschaft Italiens war er bei der Europameisterschaft 1984 dabei.

## Spielerkarriere
Galli spielte in den Jugendmannschaften des AC Mailands und wurde 1982 eine Saison an Pescara Calcio ausgeliehen, dort kam er zu 28 Einsätze und erzielte dabei ein Tor.
Zwischen Sommer 1983 und November 1996 spielte Filippo Galli beim AC Mailand. Mit Milan gewann er fast alles, unter anderem die UEFA Champions League (dreimal) und die italienische Serie A (fünfmal). In der Abwehr Milans war er Ersatz für Paolo Maldini, Alessandro Costacurta, Franco Baresi und Mauro Tassotti, auch diese vier Spieler waren langjährige Milan-Verteidiger.
Zwischen 1996 und 2001 spielte Galli jeweils zwei Jahre bei AC Reggiana und drei bei Brescia Calcio. In der Saison 2001/02 war Galli beim FC Watford in der Football League First Division aktiv.
Galli beendete seine aktive Karriere bei AC Pro Sesto in der vierthöchsten italienischen Spielklasse.

### In der Nationalmannschaft
Filippo Galli absolvierte sieben Partien für die italienische U-21-Auswahl.

## Trainerkarriere
Galli trainierte unter anderem die Jugendmannschaft des AC Mailand.

## Erfolge
- Italienischer Meister: 1987/88, 1991/92, 1992/93, 1993/94, 1995/96
- Italienischer Supercupsieger: 1988, 1992, 1993, 1994
- Europapokalsieger der Landesmeister: 1988/89, 1989/90
- UEFA-Champions-League-Sieger: 1993/94
- UEFA-Super-Cup-Sieger: 1989, 1990, 1994
- Weltpokalsieger (2): 1989, 1990